# ソーラーハウス
ソーラーハウスには大きく分けて2つある。パッシヴ・ソーラーハウスとアクティヴ・ソーラーハウスである。

## パッシヴ・ソーラーハウス
パッシヴとは英語のpassiveでありここでは受動的という意味である。窓ガラスを大きくし、断熱をよくして、家の中の熱容量を大きくすることにより、太陽熱を保存する。大規模な家ほど有利である。
住宅は南に向け建てる必要がある。窓ガラスはすべて複層の波長選択ガラスを用い太陽光の近赤外線は通すが、冬季に遠赤外線として家の中から外へと放射されるエネルギーを逃がさないようにする。サッシュはすべて断熱性の良い木製、樹脂製とし伝導による熱損失を抑える。
ひさしは夏至のころには直射光が入らぬ長さと角度を計算して施工する。場合によりガラスの屋根を用い、その外側を可動式すだれで遮光する方式もある。屋根は太陽の熱が屋内に入らぬよう、反射率が高い屋根材を選び、断熱を工夫する。二重にして通気すると効果的である。
冬季には南面窓ガラスの外のデッキなどに赤外線を反射するアルミニウム製の反射鏡（アルミ缶を切り開いたもので十分）を置いてより多くの太陽熱を取り込む工夫もある。
入射した太陽光は壁、床で吸収される以外は対流で上昇するので、天井付近にある送風機で暖かい空気を床下に押し込む。床はコンクリート、レンガで施工し質量をなるべく大きくする。もっとも優秀なのはアルミニウムであるが、金属単体は高価であるので床下にアルミニウム鉱石のボーキサイトを入れると良い。あるいはアルミナ含有量の多い煉瓦でも良い。床は30cm 以上の厚みを持たせ、その中を天井からの暖かい空気が通過するようにパイプなどを通す。キーストン・プレートを用いて隙間を通気に使うのも良い。アルミニウムは原子熱が大きいからである。
壁はアルミナを多く含む煉瓦を積み上げ熱容量を稼ぐ。パッシヴ・ソーラーハウスは「魔法瓶のような家」というたとえがよく用いられる。多くの湯が入っている場合には冷めにくいからである。家の中を最大限重くするのが良い結果をもたらす。
要は太陽熱を12時間程度保持するための魔法瓶を作ることであり、それ以上の性能は期待してはならない。悪天候で日照がない時には、当然補助暖房装置が作動するが、断熱が良いのでその維持費は非常に小さくて済む。
暖炉を設置するときは室内の空気で燃やすのではなく、外気を導入して燃焼させ、熱交換器で室内の空気を加熱するタイプを選ばねばならない。
このような工夫を292m2総二階建に施した実例では、冬至の日照時間7時間で、翌朝の気温は-4℃であったが室温21度を記録している。蓄熱の床コンクリートは12トン、壁の煉瓦は6トンを使用。
壁内結露を防ぐため、内壁と断熱材の間に完全な防湿膜を施工し、室内の水蒸気が外部に蒸散するのを防ぐ。
大きな家が有利というのは、大きくなると熱が放散する表面積が、エネルギーを蓄積する体積に対して相対的に小さくなるからである。
すべての部屋が同じ温度になるので温度差を嫌う老人などに適する。
日本の夏のような高温多湿期には、冷房装置が稼動するが、断熱性能が良いので全館冷房でも維持費は驚くほど低額である。夏の夜間が冷え込む地域ならば、夜間に冷気を取り入れて対流で壁、床を冷やす方法もあるがこの方法では湿度を下げることはできない。
保守費用はほとんど掛からない。維持費用は天井から床下への送風機（300W程度）だけである。
南側の窓の内側に蓄熱壁を置く方式（発明者の名をとりトロンブ壁という）もあるが眺望が妨げられる。日本の都市部では視線をさえぎる意味で有効な方式ではある。また黒いポリエチレン容器に水を入れて南側窓際に並べる人もいるが、日本のように面積的に余裕のない場合には難しいし、ポリエチレンの光による劣化の問題も大きい。
住む人の心構え
「太陽熱を最大限吸収し、逃がさない」という気持ちが大切であり、太陽の動きを見てこまめに送風機の起動停止を行う。ガスによる調理を廃止し、電気加熱（できれば電磁調理器で）による調理にして、換気量を最小にする。補助空調装置は室内に水蒸気、二酸化炭素をださないFF式暖房機やヒートポンプのみとし、開放型のガスストーブ、石油ファンヒーターは使ってはならない。
風呂の換気は熱交換器つきの同時吸排気方式のものを用いる。便所の換気は人感センサーつきの時限式換気扇を用い、不用意な長時間の排気を防ぐ。屋内の喫煙は禁止する。

## アクティヴ・ソーラーハウス
アクティヴとは英語のactiveであり、積極的という意味である。集熱装置を屋外に置き種々の熱媒体により屋内に熱を運び入れ、蓄熱装置に蓄える。蓄えた熱は屋内の放熱装置で放散させ暖房に用いる。小規模な家では有利である。
家が比較的小さかったり、南向きに窓を作れないときには屋根、壁に集熱装置を設置し、水溶液や空気などの熱媒体を用いて屋内に運び込む。
集熱装置は太陽熱温水器を用いるのがもっとも簡単であるが冬季の凍結防止を図るため不凍液などを用いる必要がある。
蓄熱装置は風呂桶や電気温水器を改造したものや、電気ヒーターを用いて床下の土自体を暖める方式がある。コンクリートの中に風を通す方式も工夫されている。
装置が比較的小さくまとまるので床下や天井裏に置くことができるが、保守には手間が掛かる。水溶液を用いるものでは水漏れや弁の腐蝕、集熱板の破損などが起こる。空気を媒体とするものは台風時、強風の吹き込みで空気導入切り替え装置が破損したりする恐れがある。
パッシヴ方式に比べ蓄熱部の温度が高く取り出せる温風の温度が高いので、それを好む人には適する。蓄熱装置を大きくしないと朝まで保温ができないこともありうるので、住宅そのものの断熱性能も大切である。